# Тополє (Железнікі)
Тополє (словен. Topolje) — поселення в общині Железнікі, Горенський регіон, Словенія. Висота над рівнем моря: 688,7 м.